# غوستاف باهوكين
غوستاف «جوس» باهتين باهوكين (مواليد 13 يونيو 1979 في دوالا) هو لاعب كرة قدم كاميروني. لعب لميترا كوكار آخر مرة في اندونيسيا.

## روابط خارجية
- غوستاف باهوكين على موقع الاتحاد الدولي (مؤرشف)  (الإنجليزية)
- غوستاف باهوكين على موقع قاعدة بيانات كرة القدم.إي يو (الإنجليزية)
- غوستاف باهوكين على موقع ناشيونال فوتبول تيمز (الإنجليزية)
- غوستاف باهوكين على موقع Soccerway.com (الإنجليزية)